# 五木あきら
五木 あきら（いつき あきら、1994年8月21日 - ）は、日本の女性コスプレイヤー、歌手、YouTuber、グラビアアイドル。女性アイドルグループパナシェ!の元メンバー。12カンパニー所属。キャトルステラ声優所属。千葉県出身。
活動範囲は国内は元より世界10ヶ国以上で、アメリカ、韓国、カンボジア、スペイン、タイ、台湾、中国、フィリピン、香港、マレーシア、ラオス、ロシアなどの大規模イベントに出演している。

## 略歴

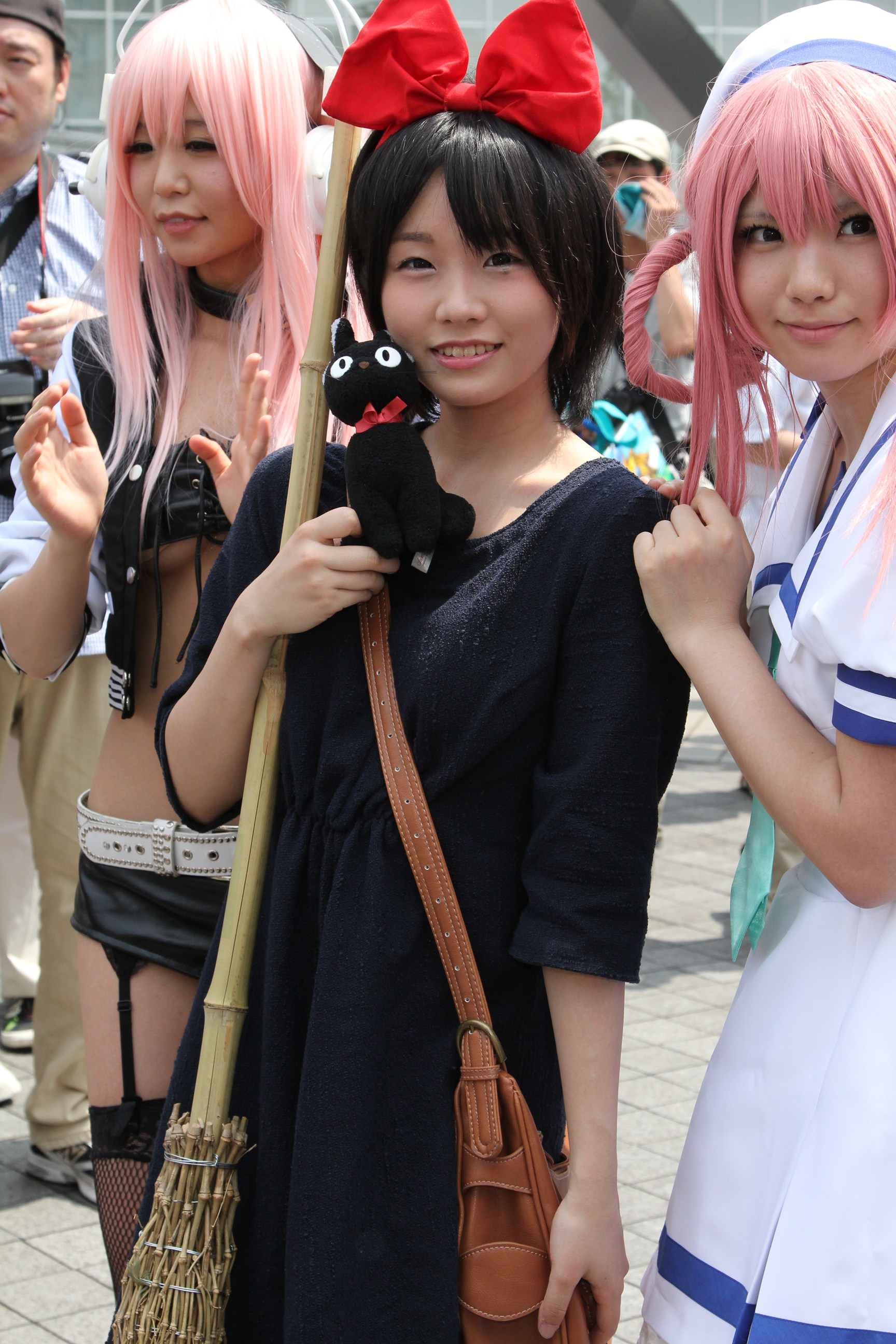
パナシェ!メンバーと

- 2008年、中学1年生の時に「家庭教師ヒットマンREBORN!」六道骸に夢中になり制服のコスプレ衣装を見つけたのがコスプレイヤーになる始まりである[11][5][Q&A 1]。

- 2011年、コミックマーケット81にて同じくコスプレイヤーのえなこ、くろねこと共にラブプラスの合わせコスプレを行った[7]。この時コスプレ会場に偶然居合わせたソニー・ミュージックのプロデューサー・矢山貴之が後に他のアーティストのプロモーションビデオに出演を持ち掛けたのが切っ掛けとなりアイドルユニット「パナシェ!」を結成することになる[7]。

- 2012年8月16日に「パナシェ!」のメンバーになる[12]。

- 2013年4月26日に公式サイトで解散を発表[13]。

- 2014年2月1日に「いちはら観光PR特使」に就任[14]。

- 2017年11月、dazzy storeからサンタ服をプロデュース[15]。

- 2018年3月、所属事務所の12カンパニーが本格始動[16]。

- 2021年2月、五木自身のYouTubeチャンネル『五木あきらチャンネル』を開設。同年オートバイ運転免許証（中型免許）を取得し、オートバイを購入。主にモトブログを中心に動画を上げている。

## 人物
初めは名前が漢字の「五木昶」で活動していた。
その後、「あきら」と読めない人が多かったため、ひらがなに改名した。
ピーチ・ジョンのセーラームーンなりきりブラセットを数種類着用したのをTwitterでツイートした所すべて合わせて軽く1万RTを超える程の反響が有り、それを切っ掛けに広く知られるようになる。
マリオの写真の時はフォロワーが4万人増えた。
趣味はコスプレ、アニメ鑑賞、買い物。コスプレの魅力は裁縫やメイクの勉強などキャラクターに近づく為に美意識も上がり、女子力が上がる所である。
好きな食べ物は甘いもの。嫌いな食べ物は長ネギ。
好きな映画はホラー映画。
好きな色は薄ピンク、ピンク、白。
集めているのはハローキティ。
好きな動物は猫、うさぎ。
好きなゲームは乙女ゲーム。夢中になっているゲームはLeague of Legends。
メイド喫茶でアルバイトをしていた経験がある。
何も予定がない時は12時間ぐらい寝ている。
小学生の頃は犬夜叉、うる星やつら、らんま1/2など高橋留美子の著作に夢中になっていた。

## 出演

### イベント

#### コスプレ関連
2011年
- コスホリック02（5月5日、東京ファッションタウン） -  衣装は関羽雲長（一騎当千）[24]

2012年
- コミックマーケット82（8月10日、東京国際展示場） -  衣装はすーぱーそに子 ｢ボンデージ｣（ニトロプラス）[10]
- COMIC PARTY 37（9月15日・16日、タイ/パタヤ）[25]
- 東京ゲームショウ2012（9月22日、幕張メッセ）- 衣装はリシアンサス（SHUFFLE!）[26]
- コミックマーケット83（12月30日、東京国際展示場）- 衣装はヨーコ・リットナー（天元突破グレンラガン）[27]

2013年
- ワンダーフェスティバル2013夏（7月28日、幕張メッセ）- 衣装はミカサ・アッカーマン（進撃の巨人）[28]
- 世界コスプレサミット2013（8月3日、オアシス21）- 衣装はすーぱーそに子 ｢ナース｣（ニトロプラス）[29]
- コミックマーケット84（8月10日、東京国際展示場）- 衣装はセーラーサターン（美少女戦士セーラームーン）[30]
- 東京ゲームショウ2013（9月21日、幕張メッセ）- Cosplay Collection Night @TGS presented by Cureに出演[31]。
- コミックマーケット85（12月29日・30日、東京国際展示場）- 衣装は関羽雲長（一騎当千）、島風（艦隊これくしょん -艦これ-）[32]

2014年
- ワンダーフェスティバル2014冬（2月9日、幕張メッセ）- 衣装は榛名（艦隊これくしょん -艦これ-）[33]
- ニコニコ超会議3（4月26日・27日、幕張メッセ）- 衣装は金剛（艦隊これくしょん）、東條希 ｢R Music S.T.A.R.T!! 覚醒後｣（ラブライブ!）[19]
- ワンダーフェスティバル2014夏（7月27日、幕張メッセ）- 衣装は下平玲花（GANTZ）[34]
- コミックマーケット86（8月15日、東京国際展示場） - 衣装は東條希 ｢R 夏色えがおで1,2,Jump!覚醒後｣（ラブライブ!）[35]
- 東京ゲームショウ2014（9月20日、幕張メッセ）- 衣装は南ことり ｢UR 8月チャイナドレス編覚醒後｣（ラブライブ!）[36]
- コミックマーケット87（12月28日、東京国際展示場）- 衣装は東條希 ｢SR 9月カフェメイド編覚醒後｣（ラブライブ!）[37]

2015年
- ニコニコ超会議2015（4月26日、幕張メッセ） - マリオ風 ｢冬｣（マリオシリーズ）[38]
- 済州アニメフェスタ（5月31日、ロッテシティホテル済州）- 衣装は東條希 ｢SR 七福神編覚醒後｣（ラブライブ!）[39]
- コミックマーケット88（8月14日、東京国際展示場） - 衣装は島村卯月 ｢SR+ ニュージェネレーション｣（アイドルマスター シンデレラガールズ）[40]
- 東京ゲームショウ2015（9月19日、幕張メッセ） - Cosplay Collection Night @TGSに出演。衣装は東條希 ｢SR 七福神編覚醒後｣（ラブライブ!）[41]
- Violet 紫嫣3D全息演唱會（9月30日、香港）- 衣装は東條希 ｢SR 七福神編覚醒後｣（ラブライブ!）[42]
- Cosplay Mania 15（10月3日、フィリピンマニラ） -  衣装は東條希 ｢R 僕らは今のなかで覚醒後｣（ラブライブ!）[43]
- アニメイト安利美特台北總店一日店長（12月13日、台湾） - 衣装は東條希 ｢R 僕らは今のなかで覚醒後｣（ラブライブ!）[44]
- コミックマーケット89（12月29日・30日、東京国際展示場） - 衣装は渋谷凛 ｢SR+ ニュージェネレーション｣（アイドルマスター シンデレラガールズ）ケイトリン（League of Legends）[45][46]

2016年
- JAPAN WEEKEND MADRID（2月13日、スペインマドリード市）[47]
- ニコニコ超会議2016（4月29日、幕張メッセ） - SANYOブースに出演。衣装はアイマリンちゃん（海物語シリーズ・アイマリンプロジェクト）[48]
- コスプレコレクション010inソウル（5月21日、韓国） - くろねこ、麗華と出演。衣装は島村卯月 ｢SR+ ニュージェネレーション｣（アイドルマスター シンデレラガールズ）[49]
- タブー・タトゥー コスプレ撮影会（7月23日、AKIHABARAゲーマーズ本店） - くろねこ、るしゃと出演。衣装はブルージィ＝フルージィ[50]。
- コミックマーケット90（8月12日、東京国際展示場）- 衣装はディアンヌ（七つの大罪）[51]
- 池袋ハロウィンコスプレフェス2016（10月29日、東池袋中央公園）- 初のステージMC。ウサコ、黒子きき、くろねこと出演。衣装はハロウィン魔女っ子[52]。
- 東京コミックコンベンション2016（12月2 - 4日、幕張メッセ）- ワーナー ブラザース ジャパンブースに黒子ききと出演。衣装はハーレイ・クイン（スーサイド・スクワッド）[53]
- コミックマーケット91（12月31日、東京国際展示場）- 衣装はD.Va（オーバーウォッチ）[54]

2017年
- BTOOOM!オンライン 正式リリース発表会（2月27日、秋葉原UDX）- 衣装はヒミコ[55]。
- 第13回日本橋ストリートフェスタ2017（3月19日、でんでんタウン）- 衣装はコウテイペンギン（けものフレンズ）[56]
- AnimeJapan2017（3月25日・26日、東京国際展示場）- Cygamesブースに黒子きき、くろねこ、小日向くるみ、こよみ、星乃まみと出演。衣装はグレア（神撃のバハムート マナリアフレンズ）[57]
- ニコニコ超会議2017（4月29日・30日、幕張メッセ）- SANYOブースに出演。衣装はアイマリンちゃん（海物語シリーズ・アイマリンプロジェクト）[58]
- ワンダーフェスティバル2017夏（7月30日、幕張メッセ）- ホビージャパンブースにせんじと出演。衣装はリンゼ・シルエスカ（異世界はスマートフォンとともに。）[59]
- 世界コスプレサミット2017（8月6日、オアシス21）- 衣装は若狭悠里 ｢水着｣（がっこうぐらし!）[60]
- コミックマーケット92（8月12日・13日、東京国際展示場）- 衣装は妖刀姫（陰陽師 (ゲーム)）スカサハ（Fate/Grand Order）[61]
- C3AFA TOKYO 2017（8月26日・27日、幕張メッセ）- ホビージャパンブースに出演。衣装はリンゼ・シルエスカ（異世界はスマートフォンとともに。）[62]
- RAGE vol.5 with シャドバフェス（9月18日、東京国際展示場）- コスプレイヤー撮影コーナーに出演。衣装は不思議の探求者・アリス（シャドウバース）[63]
- 東京ゲームショウ2017（9月24日、幕張メッセ）- 衣装はアカリ（League of Legends）[64]
- コミックマーケット93（12月30日・31日、東京国際展示場）- 30日はアカツキブースにKANAME☆と出演。衣装はフェリシア（サウザンドメモリーズ）赤城（アズールレーン）[65][66]

2018年
- グリムノーツ感謝祭2018（1月20日、東京TABLOID）- コスプレイヤーはないる、星乃まみと出演。衣装はアリス（グリムノーツ）[67]
- 闘会議2018フライヤー配布会（2月4日、アニメイト秋葉原店・AKIHABARAゲーマーズ本店）- 小澤らいむ、うらまるさん、望月もち子、山吹りょうと出演。衣装はサイバーキャット（オリジナル）[68]
- 第14回日本橋ストリートフェスタ2018（3月18日、でんでんタウン）- 衣装はキリン装備（モンスターハンター）[69]
- AnimeJapan2018（3月25日、東京国際展示場）- KLabGamesブースの禍つヴァールハイトステージに火将ロシエル、LOPE、他と出演。衣装はパーシ（禍つヴァールハイト）[70]。
- お台場痛車天国2018（4月8日、お台場） - うらまると出演[71]。
- ニコニコ超会議2018（4月28日・29日、幕張メッセ）- 28日はGateboxブースにうらまると出演。衣装はGatebox版初音ミク[72]。29日はSANYOブースに出演。衣装はアイマリンちゃん[73]。
- シャドバフェス!2018（5月5日・6日、幕張メッセ）- コスプレショー、公式コスプレイヤー撮影会にえい梨、ないる、成賀くるみ、まめだいふく、みゃこ、Lemi、他と出演。衣装は不思議の探求者・アリス[74]。
- 荒野行動のオフラインイベント荒野の光（6月24日、ベルサール秋葉原）- せんじと出演。衣装は影の代理人（荒野行動）[75]
- ワンダーフェスティバル2018夏（7月29日、幕張メッセ）- 衣装はCMコカ・コーラ出演衣装[76]。
- 世界コスプレサミット2018（8月5日、オアシス21）- 衣装は蛙吹梅雨（僕のヒーローアカデミア）[77]
- コミックマーケット94（8月11日・12日、東京国際展示場）- 衣装はミライアカリ（バーチャルYouTuber）95式（ドールズフロントライン）[78]
- C3AFA TOKYO 2018（8月25日・26日、幕張メッセ）- コスプレプラザ 公式サポーターに就任。火将ロシエル、くろねこ、せんじ、ひのきお、山吹りょう、他と出演[79]。
- RAGE 2018 Autumn（9月16日、幕張メッセ）- Shadowverseステージのコスプレステージショーにうらまる、えいか、ken、渚、なっこ、成賀くるみ、みゃこと出演。衣装は奮励の儁秀・シルヴァ[80]。
- 東京ゲームショウ2018（9月20日・22日・23日、幕張メッセ）- KLadGaemsブースに出演。衣装はパーシ（禍つヴァールハイト）[81]
- 池袋ハロウィンコスプレフェス2018（10月27日・28日、中池袋公園）- DMM.comブースに出演。衣装は調香師（IdentityV 第五人格）[82]
- Shadowverse World Grand Prix 2018（12月15日・16日、幕張メッセ）- うらまる、えいか、ken、渚、なっこ、成賀くるみ、Maul、みゃこ、Leoと出演。衣装は奮励の儁秀・シルヴァ[83]。
- ジャンプフェスタ2019（12月22日・23日、幕張メッセ）- XFLAGブースに出演。衣装はアジャスト・レンチ（ファイトリーグ）[84]
- コミックマーケット95（12月30日・31日、東京国際展示場）- 30日はKATEブースにウィルと出演。衣装は第一王女・ローズ（KATE THE COSPLAY MAKEUP）31日はキングテレサ姫（ルイージマンション二次創作）[1]

### テレビ

#### バラエティ
- 日本コスプレ化計画『CODE：0・1』（2016年7月23日・11月20日、ファミリー劇場）[85][86]

#### ドラマ
- 戦慄女子 キャンプ女編（2018年10月27日、エンタメ〜テレ）[87]

### ラジオ
- 「学校帰りのイケナイトーク」（2021年7月6日 - 、グノシーラジオ）

### ネット
- 東京ゲームショウ2016カウントダウン（2016年8月18日 - 9月17日、Tチケット）- くろねこ、こよみと出演[22]。
- グランドサマナーズ公式生放送（2017年10月30日 - 、Periscope・YouTube Live）

### CM
- コカ・コーラ（2018年7月22日）- カラーボトル登場篇[88]。
- WebCM Google Pay（2018年11月18日、Google）- イベント編に明石ゆいな、くろねこ、他と出演[89]。

### ゲーム
2015年
- バトルガール ハイスクール（9月11日、コロプラ）- iOS・Android端末向けのアプリゲーム。応援企画であんにゅい豆腐、くろねこ、肉球あやと、星乃まみ、まゆふぁむと出演。衣装は火向井ゆり[Q&A 2]。

2016年
- 三国志バトルウォーズ（3月11日、エイチエムシステムズ）- iOS・Android端末向けのアプリゲーム。コラボイベントに出演[90]。
- ファンタジーウォータクティクス（8月4日、ネクソン）- iOS・Android端末向けのアプリゲーム。親善大使に火将ロシエルと就任。衣装はサキュバスクレオ[91]。

### モデル
- 本讀乙女（2016年12月5日、オトコト）- インタビュー、被写体モデル[Q&A 4]。
- 巫女さんモチーフの「和風水着」!色香漂う魅惑のイラストを現実に!（2017年3月29日、CAMPFIRE）- 着用モデル[92]。
- CDアルバム 神曲リラクシング（2018年3月21日、FEEL MEE）- ジャケットモデル[93]。EAN 4582243217057

## 作品

### CDシングル
同人音楽 レーベル表記のない作品は全てJakeMusic。発送日は発売日。
1. White Noise（2014年5月8日）[94]
2. Sting / Tears of recollection A盤 B盤（2014年7月31日）
3. It's me It's you（2014年10月15日）
4. Friends（2015年12月1日）
5. One voice（2016年5月24日）[95]
6. Dear（2017年1月23日）

### CDオムニバス
参加楽曲は全て｢Mr.Wonderboy｣。
1. ♯俺的ボカロ曲ロックカバー祭 VOL.1（2014年8月27日、ACAD1S）- EAN 4571489280062
2. DJ シーザーMIXボカロック祭（2015年4月22日、ACAD-4）- EAN 4580351346218
3. ROCKaLOID（2015年6月17日、QWCE-478）- EAN 4582275375312

### イメージDVD
プロデュースは全てうしじまいい肉。
1. ホワイト・ドール（2014年7月25日、TSDV-41656）- EAN 4985914416566 [3]
2. White Bible（2014年11月21日、ENFD-5601）- EAN 4571369483668 [96]

## 書籍

### 写真集
電子書籍（同人、CD-ROM）
- あきラム（2012年8月11日）
- いつき当千（2012年8月11日）
- あきLOVEすくーる（2012年12月31日）
- すーぱーあきら（2012年12月31日）
- すーぱーあきらVer.2（2013年8月11日）
- あきラビット（2013年8月11日）
- 昶これ改～五木あきらこれくしょん（2014年8月17日）
- アキライブ!（2014年8月17日）
- 你好!アキラブライブ!壱 ぷらんたん（2014年12月30日）
- 你好!アキラブライブ!弐 びび（2014年12月30日）
- 你好!アキラブライブ!参 りりほわ（2014年12月30日）
- Maid doll（2015年8月16日）
- ことりたそ（2015年8月16日）
- AKI LIVE（2015年12月31日）
- Akira in Wonderland（2015年12月31日）
- あきらずきんとオオカミたそ（2015年12月31日）
- あきらたそZOO（2016年8月13日）
- uzuki collection（2016年8月13日）
- Heart:Killer（2016年8月13日）
- In my Room（2017年8月11日）
- Maid In Akira（2017年12月29日）

小冊（同人）
- ITSUKI 001〜005（2015年12月1日）
- Ituki Akira Photobook（2016年5月28日）
- Private Photo book（2016年11月23日）
- Cat Color（2017年8月11日）
- CAT×LOID（2017年12月29日）
- 中華色彩（2018年8月11日）

同人出典はまんだらけ通販を閲覧。
出版社
- 日本ツインテール百景（2013年8月9日、マイナビ）- ISBN 9784839946661
- 『華道部。』花-cosplay-美少女（2015年12月26日、一迅社）- コスプレイヤー総勢15名以上からなる写真集。ISBN 9784758065634

### 雑誌
- キスカ 2014年9月号（2014年8月8日）- 見出しは「美少女コスプレイヤーのグラビア魂!!」[98]。
- 週刊プレイボーイ No.28号・37号（2017年6月26日・8月28日、集英社）- No.28号は伊織もえ、肉球あやと出演[4][99]。
- ELFy Vol.1・2号（2017年9月29日[100]・2018年2月15日[101]、ジーオーティー）
- 週刊ヤングマガジン No.18（2018年4月2日、講談社）- あんにゅい豆腐、うらまる、サク、山吹りょうと出演[102]。
- COSPLAY MODE 9月号（2018年8月3日、シムサム・メディア）- 表紙、グラビア。
- 週刊プレイボーイ No.1No.2合併号（2020年12月21日、集英社）- グラビア[103]。
- ヤングチャンピオン烈 No.4 （2021年3月16日、秋田書店）- 表紙、グラビア[104]。

### カレンダー
- スクールカレンダー（2015年3月、セブンネットショッピング）

## パナシェ!

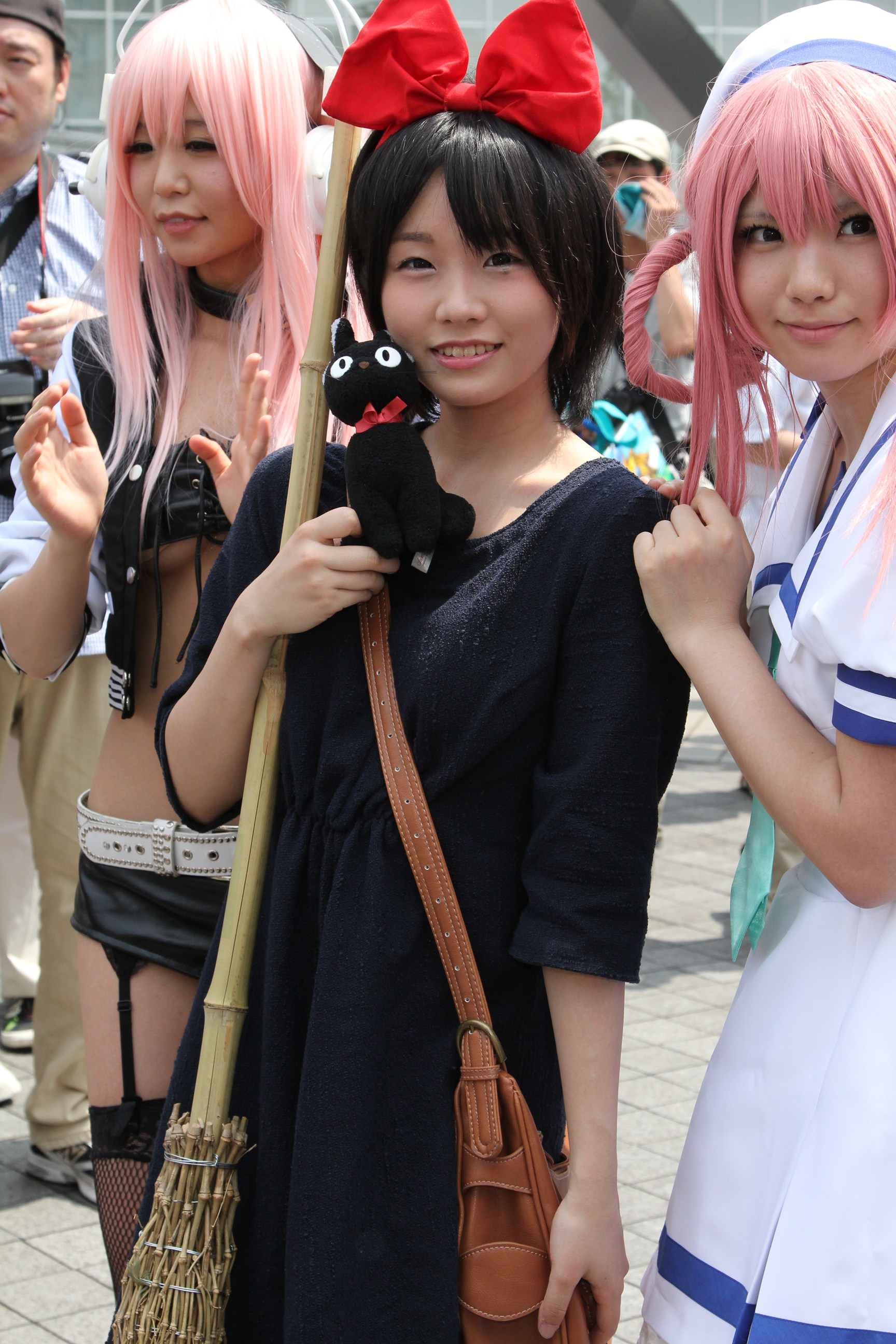
C82 (2012.8.10) のパナシェ! 左から五木あきら、くろねこ、えなこ

五木あきら、えなこ、くろねこからなるコスプレイヤー達が集うアイドルユニット。
プロデューサーはソニー・ミュージックエンタテインメントの矢山貴之で、サウンドプロデュース（作詞・作曲・編曲）はClean Tearsが担当。レーベルはソニーミュージックのデフスターレコーズ。
ユニット名の由来は、パナシェ (Panache) はフランス語で「混ぜ合わせた」を意味する。“コスプレイヤーは2次元と3次元をミックスしたものである”という考えを由来とし命名された。リーダーは不在だったがくろねこが仕切っていた。パナシェ!結成の切っ掛けはえなこである。
2012年8月16日にくろねこが「パナシェ!」を結成したことをTwitterで報告する。それに伴いパナシェ!公式インフォメーションやニュースサイトも報告する。24日に1stCDシングル「キラメキ未来図」をリリースしメジャーデビューを果たす。28日にニコニコ本社にてリリースイベントを行う。11月18日にSME乃木坂ビルにてデビューライブイベントを行う。12月15日に中国成都市にてイベントを行う。
2013年1月12日に秋葉原でライブイベントを行う。2月13日に2ndCDシングル「スカイビリーヴ」をリリース。17日に大阪でリリースイベント。3月3日に渋谷区でリリースイベント。27日にCDアルバム「リインカーネーション」をリリース。4月26日にパナシェ!公式インフォメーションにて解散することを発表した。

### 出演
3人出演は末尾に★、五木あきらのみは◆、えなこのみは■

#### イベント
2012年
- TeddyLoid×JH科学 ElectricAlice発売記念イベント（9月18日）MC◆[110]。
  - パナシェ! デビューライブイベント（SME乃木坂ビル、11月18日）★[111]
- マクロス×JOYSOUND直営店コラボルームオープニングイベント（池袋西口公園前、11月22日）- トークショー及び撮影会ほか■[112]。

2013年
- 秋葉原発 第3回 萌えクィーンコンテスト 決勝大会（秋葉原UDX、1月12日）- ライブ披露★[111]。

#### テレビ
- ドリームクリエイター（テレビ東京、2012年10月26日）★[113]

#### ネット
- パナシェ!「公開 （o・v・o） ネコ生スペシャル」#1 #2（ニコニコ生放送、2012年10月14・28日）★[114][115]

#### ゲーム
- 嫁コレアイドル（2012年12月14・21・28日）- iOS・Android端末向けのカードコレクションゲームアプリ★[116]。

### 書籍

#### 雑誌
- 週刊プレイボーイ 2012年9/10号（集英社、2012年8月27日）- C82コスプレレポート★[111]。
  - 11/19特大号（11月5日）- 「パナシェ!」のコスプレ、スゴイ裏側見せちゃいます!!★[117]。
- ローリング・ストーン 3月号（セブン&アイ出版、2013年2月9日）- インタビュー★[111]。

### 作品

#### CDシングル
|   | 発売日 | タイトル       | 構成                                  | 規格品番  | JAN           |
| - | --- | -------------- | ------------------------------------- | --------- | ------------- |
| 1 | 20121024 | キラメキ未来図 | CD+CD-ROM（A盤オリジナルフォト100枚） | DFCL-1936 | 4562104048686 |
| 1 | 20121024 | キラメキ未来図 | CD+CD-ROM（B盤オリジナルフォト100枚） | DFCL-1938 | 4562104048693 |
| 1 | 初回生産限定盤:メンバー名刺1枚封入（全3種よりランダム封入）、応募施策ID付チラシ封入                                |                |                                       |           |               |
| 1 | 先着購入特典:告知ポスター                                                                                          |                |                                       |           |               |
| 1 | テレビ東京「ドリームクリエイター」10月のイチオシに抜擢                                                             |                |                                       |           |               |
| 2 | 20130213 | スカイビリーヴ | CD+CD-ROM（A盤オリジナルフォト100枚） | DFCL-1981 | 4560429721055 |
| 2 | 20130213 | スカイビリーヴ | CD+CD-ROM（B盤オリジナルフォト100枚） | DFCL-1983 | 4560429721062 |
| 2 | 初回生産限定盤:メンバー名刺1枚封入（全9種より1枚ランダム封入）、ニャン餐会（メンバーと食事会）、個別撮影応募券封入 |                |                                       |           |               |
| 2 | 先着購入特典:告知ポスター                                                                                          |                |                                       |           |               |

#### CDアルバム
|   | 発売日                                                                        | タイトル             | 構成                                      | 規格品番  | JAN           |
| - | ----------------------------------------------------------------------------- | -------------------- | ----------------------------------------- | --------- | ------------- |
| 1 | 20130327                                                                      | リインカーネーション | CD+DVD+CD-ROM（A盤オリジナルフォト100枚） | DFCL-1992 | 4560429721758 |
| 1 | 20130327                                                                      | リインカーネーション | CD+DVD+CD-ROM（B盤オリジナルフォト100枚） | DFCL-1995 | 4560429721765 |
| 1 | 20130327                                                                      | リインカーネーション | CD+CD-ROM（通常盤オリジナルフォト100枚）  | DFCL-1998 | 4560429721772 |
| 1 | 初回生産限定盤:応募ID1つで個撮券orイベント招待券、3つで衣裳が当たる抽選券封入 |                      |                                           |           |               |
| 1 | 先着購入特典:告知ポスター                                                     |                      |                                           |           |               |

### Q&A
1. 1 2  “五木あきらのコスプレ今昔 第0回 誰でも簡単に楽しめる!それがコスプレ”. KAI-YOU.net (2014年9月4日). 2016年8月29日閲覧。
2. 1 2  “五木あきら×『バトルガール』インタビュー「スパルタ教師みたいに女の子を鍛えてます笑」”. KAI-YOU.net (2015年9月12日). 2016年8月29日閲覧。
3. ↑  “Special Interview:五木あきら”. asianbeat (2015年8月4日). 2016年8月29日閲覧。
4. 1 2  “五木あきら「私の“あきら”っていう名前は、その主人公から取った」と言ってもいいぐらいハマった本は?【本讀乙女】”. otoCoto (2016年12月5日). 2017年2月22日時点のオリジナルよりアーカイブ。2018年1月24日閲覧。[リンク切れ]
5. ↑  “「パナシェ!」スペシャルインタビュー”. 声優通のアーカイブ (2013年2月21日). 2016年3月31日時点のオリジナルよりアーカイブ。2016年11月17日閲覧。